# 416. inženirska brigada (ZDA)
416. inženirska brigada (izvirno angleško 416th Engineer Brigade) je bila inženirska brigada Kopenske vojske Združenih držav Amerike.